# Kumbo (Indonesië)
Kumbo is een bestuurslaag in het regentschap Rembang van de provincie Midden-Java, Indonesië. Kumbo telt 1901 inwoners (volkstelling 2010).